# Piaski Królewieckie
Piaski Królewieckie – wieś w Polsce położona w województwie świętokrzyskim, w powiecie koneckim, w gminie Smyków.
Wierni Kościoła rzymskokatolickiego należą do parafii św. Jana Chrzciciela w Zaborowicach.